# Johann Kollmann (Ratsherr)
Johann Kollmann († 1428 in Lübeck) war Ratsherr in Lübeck.

## Leben
Der Kaufmann Johann Kollmann war Mitglied der Lübecker Schonenfahrer. Er gehörte während der bürgerlichen Unruhen zu Beginn des 15. Jahrhunderts in Lübeck dem Lübecker Rat als gewähltes Mitglied der Bürger von 1414 bis 1416 an. Fehling vermutet, er sei als Bürger durch König Erik VII. von Dänemark in Schonen aufgegriffen und in Haft gesetzt worden. In Testamenten Lübecker Bürger wird er häufiger als Urkundszeuge und als Vormund aufgeführt.
Kollmann war seit 1409 mit einer Tochter des Lübecker Bürgers Hinrich Boytin verheiratet und bewohnte zunächst das Haus Mengstraße 68, später die Mengstraße 16. Der spätere Lübecker Bürgermeister Johann Kollmann war sein Sohn.